# 张颂贤
张颂贤（1817年-1892年）是清末浙江湖州南浔镇巨商，以经营辑里丝出口致富。
张家原籍安徽省徽州府休宁县，在明末为避战乱，一支迁居到浙江，到清康熙年间，开始定居在浙江省湖州府乌程县南浔镇（今湖州市南浔区）。1843年上海开埠以后，生丝贸易繁荣，张颂贤往返于南浔、上海，经营辑里丝出口，太平天国战争以后又经营两浙盐业，聚敛的资财超过一千万两白银，号称南浔“四象”之一（南浔人按照家财多少，分别将富户称为“大象”、“牛”和“小黄狗”，镇上共有“四象八牛七十二墩小黄狗”，四象为刘镛 、张颂贤（1817-1892）、庞云鏳（1833-1889）、顾福昌（1796-1868））。

## 家庭
张颂贤有2个儿子。长子张宝庆体弱多病，次子张宝善（1856年—1926年）继承张颂贤的家族生意。孙辈中有收藏家张石铭、中国国民党元老张静江、金融家张澹如等名人。